# Humularia ledermannii
Humularia ledermannii är en ärtväxtart som först beskrevs av De Wild., och fick sitt nu gällande namn av Paul Auguste Duvigneaud. Humularia ledermannii ingår i släktet Humularia och familjen ärtväxter. IUCN kategoriserar arten globalt som otillräckligt studerad. Inga underarter finns listade i Catalogue of Life.